# Jarosław Krupski
Jarosław Krupski (ur. 7 lipca 1969 w Wejherowie) – piłkarz polski, bramkarz, wychowanek Arki Gdynia, w polskiej ekstraklasie zawodnik GKS Bełchatów, Wisły Płock i Zagłębia Lubin. Jeden z najlepszych zawodników Arki na tej pozycji w historii klubu, obecnie trener grup młodzieżowych tej drużyny.

## Przebieg kariery
Jako osiemnastolatek zadebiutował w barwach gdyńskiego klubu. W latach 1987–1995 bronił barw Arki Gdynia. Do niego należy klubowy rekord pod względem minut bez wpuszczonego gola - 952 minuty. Następnie trafił do Górnika Konin (później pod nazwą Aluminium Konin). Do GKS Bełchatów przeszedł w przerwie zimowej sezonu 1996/1997 i wiosną 1997 debiutował w ekstraklasie. Przeżył wraz z tym zespołem spadek i powrót do ekstraklasy, a w sezonie 1998/1999 dotarł do finału Pucharu Polski. GKS przegrał wtedy z Amicą Wronki 0:1 na stadionie miejskim w Poznaniu.
W 1999 został zawodnikiem płockiej Wisły (wówczas pod nazwą Petro, a w kolejnym sezonie Orlen). Po 2-letniej grze w Ekstraklasie nastąpił spadek Wisły. Płocczanie w następnym sezonie (2001/2002) zdołali awansować do 1 ligi dochodząc przy tym do 1/2 finału Pucharu Polski. Sam Krupski na drugoligowych boiskach oraz w PP zanotował wspaniała serię 980 minut bez straty gola. Sezon 2002/2003 spędził w ekstraklasie jako podstawowy zawodnik w barwach Zagłębia Lubin.
Jesienią 2003 pozostawał bez przynależności klubowej, następnie powrócił do Arki Gdynia. Rundę jesienną sezonu 2005/2006 spędził w Cartusii Kartuzy.
Do końca 2005 rozegrał w I lidze piłkarskiej 101 spotkań (dodatkowo dwa mecze w barażach o ekstraklasę). W barwach Arki wystąpił w 133 meczach II-ligowych i 87 III-ligowych, jako rezerwowy miał udział w powrocie Arki do ekstraklasy w 2005, rok wcześniej przyczynił się do utrzymania przez gdynian statusu II-ligowców, dzięki kapitalnym interwencjom w barażach ze Śląskiem Wrocław.
18 marca 2006 zadebiutował w ekstraklasie w barwach Arki Gdynia, w meczu z GKS Bełchatów, wygranym przez Arkę 2:0. Zanotował w niej jeszcze 2 spotkania z Górnikiem Zabrze i Zagłębiem Lubin. Jego licznik gier w ekstraklasie zatrzymał się na 104 występach.
2 maja 2017 na Stadionie Narodowum jako trener bramkarzy wywalczył wraz z Arką Gdynia Puchar Polski, a następnie dnia 7 lipca 2017 roku Superpuchar Polski po wygranym w rzutach karnych (1:1, 4:2) meczu z Legią Warszawa. Sukces ten powtórzył rok później. Arka tym razem pokonała Legię 3:2 (3:2) w meczu o Superpuchar Polski rewanżując się za porażkę 1:2 (0:1) 2 maja na Stadionie Narodowym w meczu o Puchar Polski.